# MHP Riesen Ludwigsburg
El MHP RIESEN Ludwigsburg es un equipo de baloncesto alemán con sede en la ciudad de Ludwigsburg, Baden-Wurtemberg, que compite en la BBL y en la segunda competición europea, la Eurocup. Disputa sus partidos en el Arena Ludwigsburg, con capacidad para 5.325 espectadores.

## Historia
El equipo se fundó en 1960, como una sección del club DJK Ludwigsburg. Tras atravesr problemas económicos, se convirtió en la sección de baloncesto de otro club, el SpVgg 07 Ludwigsburg, y con esta denominación consiguieron su primer ascenso a la Basketball Bundesliga. En 1987 se separó definitivamente del club, pasando a denominarse BG Ludwigsburg.
En 1997 descendieron a la segunda división, no regresando a la máxima competición hasta 2002, donde se mantiene desde entonces. Su mayor éxito lo lograron en 2008, cuando fueron finalistas de la Copa de Alemania, en a que cayeron ante los Artland Dragons.
En una de sus últimas participaciones en la liga, en 2010, acabaron en la undécima posición, no pudiendo acceder a los play-offs.

## Nombres
- DJK Ludwigsburg (1960-1970)
- Spvgg 07 Ludwigsburg (1970-1987)
- BG Ludwigsburg (1987)
- BSG Basket Ludwigsburg
- EnBW Ludwigsburg (-2012)
- Neckar RIESEN Ludwigsburg (2012-2014)
- MHP RIESEN Ludwigsburg (2014-)

## Registro por temporadas
| Temporada | División | Liga                     | Posición | Playoffs         | Copa de Alemania   | Competición Europea |
| --------- | -------- | ------------------------ | -------- | ---------------- | ------------------ | ------------------- |
| 1985–86   | 2        | 2. Basketball Bundesliga | 1        | Sube             | –                  | –                   |
| 1986–87   | 1        | Bundesliga               | 10       | –                | –                  | –                   |
| 1987–88   | 1        | Bundesliga               | 8        | –                | –                  | –                   |
| 1988–89   | 1        | Bundesliga               | 6        | –                | –                  | –                   |
| 1989–90   | 1        | Bundesliga               | 7        | –                | –                  | Juega Copa Korać    |
| 1990–91   | 1        | Bundesliga               | 7        | –                | –                  | Juega Copa Korać    |
| 1991–92   | 1        | Bundesliga               | 1        | Semifinal        | –                  | Juega Copa Korać    |
| 1992–93   | 1        | Bundesliga               | 3        | Semifinal        | –                  | Juega Copa Korać    |
| 1993–94   | 1        | Bundesliga               | 5        | No se clasifica  | –                  | Juega Copa Korać    |
| 1994–95   | 1        | Bundesliga               | 5        | No se clasifica  | –                  | –                   |
| 1995–96   | 1        | Bundesliga               | 12       | No se clasifica  | –                  | –                   |
| 1996–97   | 1        | Bundesliga               | 14       | Baja             | –                  | –                   |
| 1997–98   | 2        | 2. Basketball Bundesliga | 5        | –                | –                  | –                   |
| 1998–99   | 2        | 2. Basketball Bundesliga | 2        | –                | –                  | –                   |
| 1999–00   | 3        | Regionalliga             | 1        | Sube             | –                  | –                   |
| 2000–01   | 2        | 2. Basketball Bundesliga | 5        | –                | –                  | –                   |
| 2001–02   | 2        | 2. Basketball Bundesliga | 1        | Sube             | –                  | –                   |
| 2002–03   | 1        | Bundesliga               | 12       | –                | –                  | –                   |
| 2003–04   | 1        | Bundesliga               | 13       | –                | –                  | –                   |
| 2004–05   | 1        | Bundesliga               | 8        | Cuartos de final | Terceros           | –                   |
| 2005–06   | 1        | Bundesliga               | 6        | Cuartos de final | –                  | –                   |
| 2006–07   | 1        | Bundesliga               | 2        | Segundos         | Terceros           | –                   |
| 2007–08   | 1        | Bundesliga               | 13       | –                | Segundos           | Juega ULEB          |
| 2008–09   | 1        | Bundesliga               | 11       | –                | –                  | –                   |
| 2009–10   | 1        | Bundesliga               | 11       | –                | –                  | –                   |
| 2010–11   | 1        | Bundesliga               | 9        | –                | –                  | –                   |
| 2011–12   | 1        | Bundesliga               | 16       | –                | –                  | –                   |
| 2012–13   | 1        | Bundesliga               | 17       | Baja             | –                  | –                   |
| 2013–14   | 1        | Bundesliga               | 8        | Cuartos de final | –                  | –                   |
| 2014–15   | 1        | Bundesliga               | 8        | Cuartos de final | –                  | –                   |
| 2015–16   | 1        | Bundesliga               | 5        | Cuartos de final | Cuartos de final   | 2 Eurocup – Last 32 |
| 2016–17   | 1        | Bundesliga               | 6        |                  | Semifinalista      | 4 Champions League  |
| 2017–18   | 1        | Bundesliga               | 3        | Semifinalista    | Fase clasificación | 3 Champions League  |

## Palmarés
- Copa de Alemania
  - Subcampeón (1): 2008

## Jugadores destacados
| - Goran Kalamiza - Siim-Sander Vene - Ismaila Sy - Patrick Flomo - Ingo Freyer - Phillipp Heyden - Markus Jochum - Bertram Koch - Jens Kujawa - Zeddie Locke - Tim Nees - Heiko Schaffartzik - Lucca Staiger - Takumi Ishizaki - Andrius Giedraitis - Donatas Zavackas - Kyle Bailey - Toby Bailey - Brian Boddicker - Jon Brockman |  | - Folarin Campbell - Coleman Collins - Austin Dufault - Je'Kel Foster - Rashaun Freeman - Keaton Grant - Jerry Green - C.J. Harris - Matt Howard - Coby Karl - Gary McGhee - Mark Montgomery - Zach Morley - Walter Palmer - Peter Schomers - Michael Stockton - Kammron Taylor - John Turek - Lamayn Wilson - Vincent Yarbrough |  | - Gregory Echenique - Andrew Kwiatkowski - Mario Stojić - Matthew Bryan-Amaning - Serguéi Tarakánov - Ebi Ere - Robert Tomaszek - Kresimir Miksar - Dane Watts - Shawn Huff - Donnell Harris - Chris McNaughton - Darryl Jackson - Jeff Greer |